# Alexander Köckert (Schauspieler, 1889)
Alexander Köckert, auch Alexander Kökert (* 28. Januar 1889; † 30. August 1950 in  Berlin) war ein deutscher Schauspieler.

## Leben
Über Kö(c)kerts Leben ist relativ wenig bekannt, schon sein Großvater (1821–1869) und Vater (1859–1926) – beide selben Namens – waren Schauspieler. Rund ein Vierteljahrhundert lang, also nahezu seine gesamte Karriere, wirkte Kökert künstlerisch am Preußischen Staatstheater Berlin, zunächst (in der Weimarer Republik) unter der Intendanz Leopold Jessners, im Dritten Reich unter der von Gustaf Gründgens. Erst mit der Schließung aller deutschen Bühnen im Spätsommer 1944 beendete Kökert seine schauspielerische Laufbahn.
Gelegentlich trat Alexander Kökert mit kleinen Rollen auch vor die Kamera; so spielte er beispielsweise 1938 unter der Regie seines Chefs Gründgens in dessen ambitionierter Effi-Briest-Verfilmung Der Schritt vom Wege den Besucher beim Landrat, Gertinger.

## Filmografie
- 1920: Die Kwannon von Okadera
- 1921: Das goldene Netz
- 1937: Ein Volksfeind
- 1938: Spiel im Sommerwind
- 1939: Der Schritt vom Wege
- 1940/42: Der große König